# Берикон
Берикон (нем. Berikon) — коммуна в Швейцарии, в кантоне Аргау.
Входит в состав округа Бремгартен. Население составляет 4413 человек (на 31 декабря 2007 года). Официальный код — 4062.